# Estación Imabari

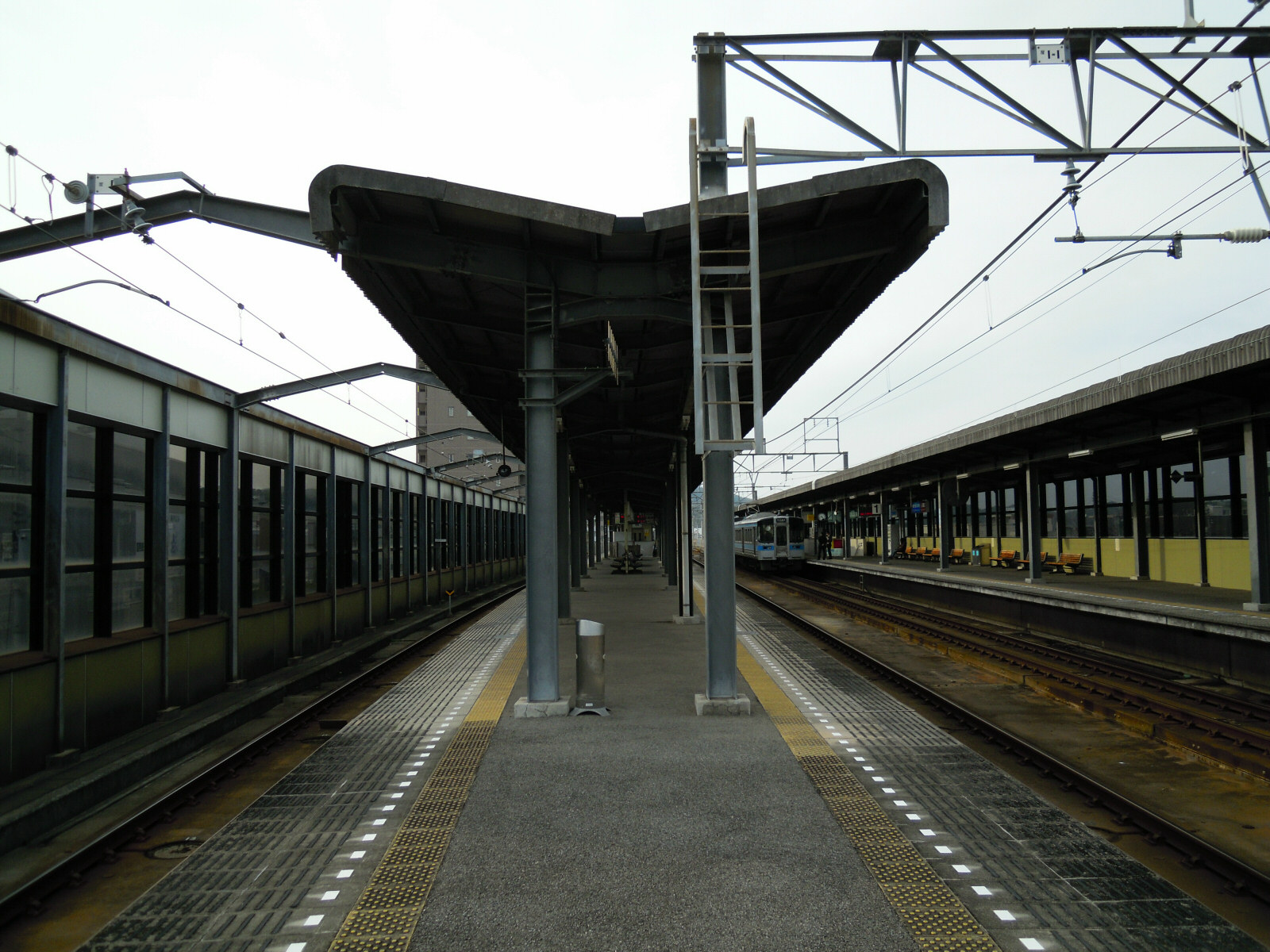
Andén de la estación de Imabari

La estación Imabari (今治駅 Imabari-eki?) es una estación de la línea Yosan de la Japan Railways que se encuentra en la ciudad de Imabari de la prefectura de Ehime. El código de estación es el "Y40".

## Estación de pasajeros
Cuenta con dos plataformas, una plataforma con vías de un solo lado (andén 1) y otra plataforma con vías a ambos lados (andenes 2 y 3). Es la misma disposición que se puede apreciar en las principales estaciones de la línea Yosan (estación Iyosaijō, estación Iyohōjō, estación Niihama, estación Iyomishima).
Es una estación elevada, para facilitar el tránsito de vehículos en cercanías de la estación.
La estación posee un local de ventas de pasajes de la Japan Railways hacia cualquier estación de Japón. Además hay varios locales comerciales, entre los que se destacan la panadería Willie Winkie, la agencia de alquiler de autos, y la agencia de viajes de la Japan Railways.

### Andenes
| 1 | ● Línea Yosan |                                                         | Hacia Saijō, Niihama, Iyomishima, Kawanoe, Kanonji, Takamatsu y Okayama (incluye todos los servicios rápidos) |
| 2 | ● Línea Yosan |                                                         | Hacia Hōjō, Matsuyama, Yawatahama y Uwajima (incluye todos los servicios rápidos)                             |
| 3 | ● Línea Yosan |                                                         | Hacia Saijō, Niihama, Iyomishima, Kawanoe y Kanonji (sólo algunos servicios comunes)                          |
| 3 | ● Línea Yosan | Hacia Hōjō y Matsuyama (sólo algunos servicios comunes) | |

## Alrededores de la estación
- Ayuntamiento de la ciudad de Imabari
- Biblioteca de la ciudad de Imabari
- Castillo de Imabari
- Puerto de Imabari
- Onsen de Nibukawa

## Historia
- 1924: el 11 de febrero se inaugura la Estación Imabari.
- 1987: el 1° de abril pasa a ser una estación de las divisiones Ferrocarriles de Pasajeros de Shikoku y Ferrocarriles de Carga de la Japan Railways.
- 1992: en marzo se completan las obras de elevación de la estación.

## Estación anterior y posterior
- Línea Yosan 
  - Estación Iyotomita (Y39) << Estación Imabari (Y40) >> Estación Hashihama (Y41)